# 克兰贝格
克兰贝格是德国莱茵兰-普法尔茨州的一个市镇。总面积5.25平方公里，总人口489人，其中男性240人，女性249人（2011年12月31日），人口密度93人/平方公里。